# 헤르타 틸레
헤르타 틸레(Hertha Thiele, 1908년 5월 8일 ~ 1984년 8월 5일)는 독일의 배우이다. 바이마르 공화국과 나치 독일 시기에 제작된 다수 연극과 영화에서 주연을 맡았다. 전후 독일 분단 이후 동독에서 활동하며 TV 스타로 거듭났으며, 독일 민주 공화국 국가 훈장까지 받았다. 대표작은 레온티네 세이건 감독의 레즈비언 영화 《걸스 인 유니폼》(Mädchen in Uniform)이다.

## 출연 작품
- 백인 황제 (1934)
- 투 웜 더즈 더 월드 빌롱? (1932)
- 걸스 인 유니폼 (1931)